# 欧洲化学、聚合物与材料学校
ECPM（L’École Européenne de Chimie, Polymères et Matériaux；学校的中文全称是欧洲化学、聚合物与材料大学）处于法国东部的斯特拉斯堡，是一所声名优越，设施现代的国立高等化学工程大学。學校創建於1995年，但其歷史可上溯至1919年。它是法国Gay-Lussac化学联盟成员之一，同时附属于著名的Louis-Pasteur大学。学校每年有将近90名经历三年严格培训的工程师毕业生。学校有三个专业：化学（有机和分析）、高分子、材料。2016年10月6日，该校1967届学生Jean pierre Sauvage获得了2016年诺贝尔化学奖。

## 历史
1919 - 

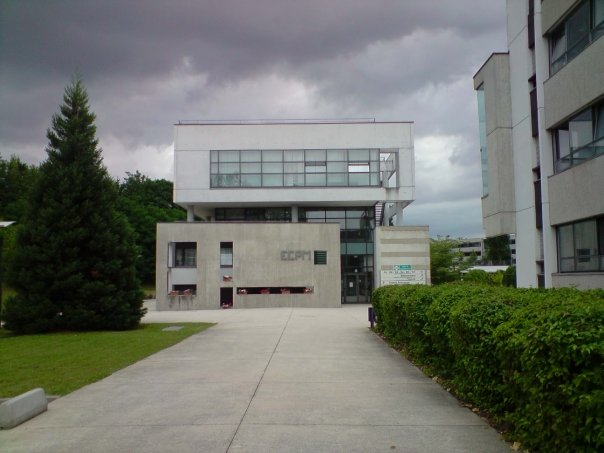
Entrée principale de l'ECPM

教授T. Muller和H. Gault教授创建了l'Institut de chimie（化学研究所）. 学校在斯特拉斯堡的Goethe街
1948 - 
在同样地点,H. Forestier教授创建了l'École nationale supérieure de chimie (ENSCS)（斯特拉斯堡国立高等化学院）
1962 -
化学院搬到了Esplanade附近的斯特拉斯堡大学城campus central de l'Esplanade. 第一个ENSCS的化学分析实验室在1962年末建好，接着，其他的教学楼和实验室在1965年以前都一点点地迁移过来了。
1965 - 
ENSCS（斯特拉斯堡国立高等化学院）如今完全地搬到了Esplanade的tour de la chimie
1968 - 
ENSCS 成为了公共建筑
1981 -
M. Daire教授启动了欧洲教育计划

## 外部連結
- 大學官方網址 （页面存档备份，存于）